# Nekrolog 2000
Nekrolog
◄◄
| ◄
| 1996
| 1997
| 1998
| 1999
| 2000 | 2001 | 2002 | 2003 | 2004 | ► | ►►
1. Quartal |
2. Quartal |
3. Quartal |
4. Quartal 
Weitere Ereignisse | Allgemeiner Nekrolog 2000
Die Beschreibung der verstorbenen Person sollte so kurz wie möglich gehalten sein und nur deren signifikante Tätigkeit(en) enthalten.
Neue Namen ggf. auch unter dem Geburts- und Sterbedatum, also etwa unter 1. Januar und im Geburts- und Sterbejahr (2024) eintragen (nur bei entsprechender großer Wichtigkeit). Für Beispiele siehe die schon vorhandenen Artikel.
Außerdem über die fünf zuletzt Verstorbenen, zu denen es einen ausreichend guten Artikel für eine Präsentation auf der Hauptseite gibt, nach der todesbedingten Überarbeitung der Artikel ggf. auch unter Wikipedia Diskussion:Hauptseite informieren und sie am besten auch in den anderen Wikipedia-Sprachversionen eintragen. Tipp: Regelmäßig bei news.google.de nach „ist tot“, „gestorben“ oder „verstorben“ suchen.
Wenn eine Person gestorben ist, gibt es viele Seiten zu dieser Person in der Wikipedia, die davon auch betroffen sind und entsprechend aktualisiert werden müssen. Beispiele: Namenübersichtsseite, Geburtsjahr, Geburtsort-Seiten und viele mehr.
Wie finde ich die betroffenen Seiten?
Im Suchfeld auf der linken Seite gibt man den Suchbegriff so ein: „Vorname Nachname“. Dann klickt man auf Volltext und alle Seiten mit entsprechendem Suchtext werden aufgerufen. Hier sieht man dann schnell, wo auch das Todesjahr Sinn macht oder sogar ein Teil des Artikels angepasst werden muss. Auch hilft das „Werkzeug“ auf der linken Seite sehr gut, um solche Seiten aufzufinden: „Links auf diese Seite“. Somit ist die Wikipedia wieder aktuell in allen Bereichen! Hinweis: bei Eintragung der Kategorie „Gestorben JAHR“ wird der Missbrauchsfilter 49 ausgelöst, was jedoch nicht schlimm ist. Siehe: Spezial:Missbrauchsfilter/49
Dies ist eine Liste von im Jahr 2000 verstorbenen bekannten Persönlichkeiten. Die Einträge erfolgen innerhalb der einzelnen Daten alphabetisch sortiert. Tiere sind im Nekrolog für Tiere zu finden.
Die Liste ist nach Quartalen aufgeteilt:
- Nekrolog 1. Quartal 2000: Januar, Februar und März
- Nekrolog 2. Quartal 2000: April, Mai und Juni
- Nekrolog 3. Quartal 2000: Juli, August und September
- Nekrolog 4. Quartal 2000: Oktober, November und Dezember

## Datum unbekannt
| Dina Abramowicz                 | jüdische Bibliothekarin, Partisanin im Zweiten Weltkrieg                                       |  |
| Hans Alt                        | deutscher Fußballspieler                                                                       |  |
| José Antonio Arze Murillo       | bolivianischer Politiker und Diplomat                                                          |  |
| Alwin Bär                       | niederländischer Pianist                                                                       |  |
| Max-Henri Béguin                | Schweizer Kinderarzt und Pazifist                                                              |  |
| Horst Berning                   | deutscher Fußballspieler                                                                       |  |
| Bjarte Birkeland                | norwegischer Literaturhistoriker                                                               |  |
| Etta Blechman                   | sowjetische bzw. russische Chemikerin                                                          |  |
| Birgitt Bolsmann                | deutsche Malerin                                                                               |  |
| Anita Brügel-Petrikat           | deutsche Malerin                                                                               |  |
| Martha Butte                    | deutsche Arbeiterin, Arbeitersportlerin und Widerstandskämpferin gegen den Nationalsozialismus |  |
| Stephen Cafiero                 | französischer Tischtennisspieler                                                               |  |
| Roberto Capparelli              | argentinisch-bolivianischer Fußballspieler                                                     |  |
| Chama Chakomboka                | sambischer Politiker                                                                           |  |
| Liane Croon                     | deutsche Schauspielerin und Operettensoubrette                                                 |  |
| Ilse Daus                       | österreichisch-israelische Illustratorin                                                       |  |
| Lutz Eckart                     | deutscher akademischer Kunstmaler und Restaurator                                              |  |
| Dov Feigin                      | ukrainisch-israelischer Bildhauer                                                              |  |
| Muriel Gantry                   | englische Historienromanautorin                                                                |  |
| Federico García Capurro         | uruguayischer Politiker                                                                        |  |
| Renzo Girolami                  | italienischer Regieassistent und Filmregisseur                                                 |  |
| Hans Gnant                      | österreichischer Dichter von Theaterstücken, vor allem von Komödien                            |  |
| Manfred Grote                   | deutscher Schauspieler und Synchronsprecher                                                    |  |
| Ingeborg Grunewald              | deutsche Schauspielerin, Synchronsprecherin und Synchronregisseurin                            |  |
| Bill Halfacre                   | US-amerikanischer Jazzmusiker                                                                  |  |
| Frank R. Hamlin                 | kanadischer Romanist, Provenzalist und Onomastiker                                             |  |
| Wilhelm Hudelmaier              | deutscher Räuber                                                                               |  |
| Kumao Imoto                     | japanischer Offizier                                                                           |  |
| Jigme Tenpe Wangchug            | 6. Gungthang Rinpoche                                                                          |  |
| Sadik Kaceli                    | albanischer Maler                                                                              |  |
| Charles E. Kearns               | US-amerikanischer Astronom                                                                     |  |
| Helmut Kienert                  | deutscher Gewichtheber                                                                         |  |
| Manfred Klauda                  | deutscher Sammler und Tretautofahrer                                                           |  |
| Adolf König                     | Schweizer Geigenbauer                                                                          |  |
| Adolf Könsen                    | deutscher Ortsamtsleiter und Politiker (SPD), MdBB                                             |  |
| Anna-Liese Kornitzky            | deutsche Übersetzerin                                                                          |  |
| Rolf Kriesi                     | schweizerischer Weinkritiker, Autor und Herausgeber                                            |  |
| Hanns Wilhelm Lavies            | deutscher Publizistik- und Filmwissenschaftler                                                 |  |
| Roberto Loyola                  | italienischer Maler, Filmproduzent und -regisseur                                              |  |
| Max Hermann Mahlmann            | deutscher Maler                                                                                |  |
| Susanne Mahlmeister             | deutsche Malerin, Fotografin und Bildhauerin                                                   |  |
| Klaus Mampell                   | deutscher Genetiker und Schriftsteller                                                         |  |
| Bernard Marchand                | Schweizer Leichtathlet                                                                         |  |
| Fernando Marcos                 | mexikanischer Fußballspieler und -trainer                                                      |  |
| Romuald Marczyński              | polnischer Computerpionier                                                                     |  |
| Juri Melichow                   | sowjetischer Radrennfahrer                                                                     |  |
| Wladimir Iwanowitsch Minaschkin | russischer Schwimmer, Weltrekordhalter                                                         |  |
| Siegfried Mrotzek               | deutscher Schriftsteller und Übersetzer                                                        |  |
| Marie Nejedlo                   | deutsche Politikerin (SPD), MdBB                                                               |  |
| Hanspeter Niederberger          | Schweizer Sagenforscher, Autor, Erzähler und Lehrer in Giswil                                  |  |
| Waldemar Niepagenkemper         | deutscher Künstler                                                                             |  |
| Pjotr Iwanowitsch Nikitin       | sowjetischer Offizier und Mitarbeiter der SMAD                                                 |  |
| Outhine Bounyavong              | laotischer Schriftsteller                                                                      |  |
| Helmut Pigge                    | deutscher Dramaturg, Drehbuchautor und Spielleiter                                             |  |
| Otto Pöppel                     | deutscher Maler und Graphiker                                                                  |  |
| Anthony Prospect                | trinidadischer Komponist, Arrangeur und Musiker                                                |  |
| Max Rasser                      | Schweizer Architekt                                                                            |  |
| Rose Reimann-Hunziker           | Schweizer Gynäkologin und Geburtshelferin                                                      |  |
| Maurice Rémy                    | Schweizer Psychiater und Hochschullehrer                                                       |  |
| Robert Rental                   | britischer Musiker                                                                             |  |
| Alexander Rentsch               | deutscher Schriftsteller                                                                       |  |
| Clara Reust                     | Schweizer Rassehygienikerin                                                                    |  |
| Isabelle Robinet                | französische Sinologin und Daoismus-Forscherin                                                 |  |
| Wilhelm Rüdiger                 | deutscher Kunsthistoriker                                                                      |  |
| Ágnes Ságvári                   | ungarische Historikerin                                                                        |  |
| Arthur Sarnoff                  | US-amerikanischer Zeichner von Coverillustrationen, Kalendern, Werbung und Pin-Ups             |  |
| Uwe Scheid                      | deutscher Fotosammler                                                                          |  |
| Günter Scherbarth               | deutscher Grafiker, Maler und Hochschullehrer                                                  |  |
| Murkel Charlotte Schuberth      | deutsche Malerin                                                                               |  |
| Florencio Segura Gutiérrez      | peruanischer evangelischer Pastor, Lieddichter und Übersetzer                                  |  |
| Sheikh Nasir Ahmad              | Imam der islamischen Konfession Ahmadiyya Muslim Jamaat                                        |  |
| Ferdinand Siebert               | deutscher Kommunalpolitiker                                                                    |  |
| Walter Sofka                    | österreichischer Schauspieler und Regisseur                                                    |  |
| Ioanna Spiteri-Veropoulou       | griechische Bildhauerin                                                                        |  |
| Kurt Tauchmann                  | deutscher Chef-Maskenbildner bei der DEFA                                                      |  |
| Constance Lindsay Taylor        | britische Schriftstellerin                                                                     |  |
| Gabriele Thiersch               | deutsche Malerin                                                                               |  |
| Robert Vaes                     | belgischer Diplomat                                                                            |  |
| Ferdi Walther                   | deutscher Bildhauer, Maler, Grafiker und Bühnenbildner                                         |  |
| Hugo Wehr                       | deutscher Orgelbauer                                                                           |  |
| Josepha Weitzmann-Fiedler       | deutsch-amerikanische Kunsthistorikerin                                                        |  |
| Alejandro Zohn                  | mexikanischer Architekt                                                                        |  |